# مدولاسیون خودفاز
مدولاسیون خود فازی (SPM)اثر غیر خطی اپتیکی از برهم کنش نور با ماده است. پالس فوق کوتاه نور، با انتشار درمحیط، بواسطه اثر اپتیکی کر، موجب تغییر ضریب شکست محیط می‌گردد. این تغییرات ضریب شکست، با ایجاد شیفت فازی درپالس منجربه تغییرات طیف فرکانسی می‌گردد.
مدولاسیون خودفازی اثری مهم در سیستم‌های اپتیکی که در آن از پالس‌های نوری کوتاه و شدید استفاده می‌شود، دارد مانند لیزرها و سیستم‌های ارتباطاتی فیبرنوری.

## تئوری

انتشارپالس (منحنی بالا) درون محیط غیر خطی که دستخوش شیفت فرکانسی خودبخودی به دلیل مدولاسیون خودفازی شده است (منحنی پایین). قسمت جلوی پالس به سمت فرکانس پایین تروبخش عقبی آن به سمت فرکانس‌های بالاتر جابجا می‌شود. در مرکز پالس، فرکانس با تقریب خطی جابجا می‌شود.

برای پالس‌های فوق کوتاه گوسی شکل با فاز ثابت، شدت دزمان t با (I)t داده می‌شود:
{\displaystyle I(t)=I_{0}\exp \left(-{\frac {t^{2}}{\tau ^{2}}}\right)}
که در آن I0  شدت قله و τنصف دوره تناوب است.
با انتشار پالس در محیط، اثر اپتیکی کر، ضریب شکست متغیر باشدت تولید می‌کند:
{\displaystyle n(I)=n_{0}+n_{2}\cdot I}
که n0 ضریب شکست خطی و n2 ضریب شکست مرتبه دوم غیرخطی محیط می‌باشد.
هنگامی که پالس منتشر می‌شود، شدت در هر نقطه از محیط افزایش می‌یابد و سپس با پیشروی پالس افت می‌کند، که منجر به تغییر ضریب شکست متغیر با زمان می‌گردد:
{\displaystyle {\frac {dn(I)}{dt}}=n_{2}{\frac {dI}{dt}}=n_{2}\cdot I_{0}\cdot {\frac {-2t}{\tau ^{2}}}\cdot \exp \left({\frac {-t^{2}}{\tau ^{2}}}\right).}
این تغییرات ضریب شکست باعث شیفت لحظه‌ای پالس خواهد شد:
{\displaystyle \phi (t)=\omega _{0}t-kx=\omega _{0}t-{\frac {2\pi }{\lambda _{0}}}\cdot n(I)L}
که {\displaystyle \omega _{0}} و {\displaystyle \lambda _{0}} فرکانس حامل و طول موج (خلأ) پالس و{\displaystyle L} فاصله ایست که پالس در آن منتشر می‌شود.
شیفت فازی منجربه شیفت فرکانسی پالس می‌گردد. فرکانس لحظه‌ای (ω)t توسط رابطه زیر بیان می‌گردد:
{\displaystyle \omega (t)={\frac {d\phi (t)}{dt}}=\omega _{0}-{\frac {2\pi L}{\lambda _{0}}}{\frac {dn(I)}{dt}},}
وازdn/dtکه در بالا داشتیم به معادله زیرمی رسیم:
{\displaystyle \omega (t)=\omega _{0}+{\frac {4\pi Ln_{2}I_{0}}{\lambda _{0}\tau ^{2}}}\cdot t\cdot \exp \left({\frac {-t^{2}}{\tau ^{2}}}\right).}
نمودار (ω(t جابجایی هر قسمت از پالس را نشان می‌دهد. لبه جلویی به سمت فرکانس‌های پایین‌تر (قرمزتر) و لبه عقبی به سمت فرکانس‌های بالاتر (آبی‌تر) جابجا می‌شود، اما قله پالس تغییر مکان نمی‌دهد. برای محدوده فرکانس مرکزی (t = ±τ/۲)، یک تقریب جابجایی فرکانسی خطی توسط رابطه زیر داده می‌شود:
{\displaystyle \omega (t)=\omega _{0}+\alpha \cdot t}
که در آن α:
{\displaystyle \alpha =\left.{\frac {d\omega }{dt}}\right|_{0}={\frac {4\pi Ln_{2}I_{0}}{\lambda _{0}\tau ^{2}}}.}
واضح است که فرکانس اضافی که درSPMتولید می‌شود، طیف فرکانسی پالس را به‌طور متقارن پهن می‌کند. در حوزه زمان، پوش پالس تغییر نمی‌کند، اگرچه در هر محیط حقیقی، اثرات پالس به‌طور همزمان روی پالس عمل می‌کند. درمحدوده پاشندگی نرمال، نواحی فرکانس پایین نسبت به نواحی فرکانس بالا سرعت بیشتری دارد در نتیجه بخش جلویی پالس سریعتر از عقب آن حرکت می‌کند، واین همان پهن شدگی پالس در زمان است. در محدوده پاشندگی غیرنرمال، عکس حالت قبل رخ می‌دهد، یعنی پالس با انتشارش در زمان، کوچکتر می‌شود. از این اثر برای پالس‌های فشرده فوق کوتاه بهره گرفته می‌شود.
آنالیزهای مشابهی برای اشکال مختلف پالسی انجام می‌گیرد به‌طور مثال نمودار پالسی sech۲،که توسط لیزرهای پالسی فوق کوتاه تولید می‌شود.
اگر پالس به قدر کافی شدت داشته باشد، روند پهن شدگی طیفی SPM بافشرده شدن زمانی، که بواسطهٔ پاشندگی غیر نرمال ایجاد شده بود، به تعادل می‌رسد، که پالس نهایی تولید شده سالیتون نوری نامیده می‌شود.

## کاربردهای مدولاسیون خودفازی
مدولاسیون خودفازی کاربردهای وسیعی درزمینه پالس فوق کوتاه دارد که مختصراً به چند نمونه اشاره می‌کنیم:
- پهن شدگی طیفی و ابر پیوستار
- فشرده سازی زمانی پالس
- فشرده سازی طیفی پالس

اثر غیرخطی ویژگی اصلی مفیدی دارد برای تکنیک‌های پردازش نوری مختلف مثل احیا اپتیکی ویا تبدیل طول موج.